# Juvenal
Décimo Júnio Juvenal (em latim Decimus Iunius Iuvenalis; Aquino, entre 55 e  60 – Roma, depois de 127), foi um poeta e retórico romano, autor das Sátiras.
Os detalhes da vida do autor são obscuros, embora referências aos seus textos feitas no final do século I e começo do século II fixem as datas mais remotas de seus textos. De acordo com o poeta Lucílio - o criador do gênero satírico romano - e também de tradições poéticas que incluem Horácio e Pérsio, Juvenal escreveu pelo menos 16 poemas em hexâmetro dactílico cobrindo de forma enciclopédica os fatos do mundo romano. Apesar de as Sátiras serem uma fonte vital para o estudo da Roma Antiga a partir de um vasto conjunto de perspectivas, as suas hipérboles e a sua maneira sarcástica de se expressar fazem com que a utilização de suas declarações seja um fato problemático, para dizer o mínimo. À primeira vista, a obra pode ser entendida como uma crítica ao paganismo de Roma.
O livro de Juvenal inspirou muitos autores, incluindo Samuel Johnson, que modelou seus poemas "London" (1738) na terceira Sátira e "The Vanity of Human Wishes (1749), na décima.
As Sátiras também são a fonte de muitas máximas filosóficas bem conhecidas, incluindo:
- Sobre os romanos, que antes eram tão poderosos, tornaram-se escravos de prazeres corruptores e só precisam de pão e circo (panem et circenses 10.81; i.e. comida e diversão)

- Que - em vez de riqueza, poder, ou crianças - os homens devem orar por uma "mente sã num corpo sadio" (mens sana in corpore sano 10.356),

- Uma mulher valorosa como as sabinas é uma ave tão rara quanto um cisne negro ( Rara avis in terris nigroque simillima cycno 6.165)

E propõe a questão de quem pode ser confiável, considerando a ideia de manter as esposas trancadas e sob vigilância:
- E quem vai vigiar os vigias?  (Sed quis custodiet ipsos Custodes? 6.347-48).

As informações precisas sobre a vida do autor não podem ser seguramente reconstruídas com base em evidências atualmente disponíveis. O Vita Iuvenalis (Vida de Juvenal), uma biografia do autor, que foi associada com seus manuscritos, o mais tardar no século X, é pouco ou nada mais do que uma extrapolação das Sátiras. É esse o texto que dá ao autor o tria nomina (nome completo romano) de Decimus Iunius Iuvenalis e é a melhor fonte da ideia de que Juvenal foi exilado em algum momento para o Egito ou para a Britânia.
No livro III, a personagem Umbricius promete ouvir as Sátiras se o narrador voltar de Roma para o seu Aquino (3.318-22). No século XIX uma inscrição dedicatória teria sido encontrada em Aquino com o texto:
| [...]RI·SACRVM [...]NIVS·IVVENALIS [...] COH·[.]·DELMATARVM II·VIR·QVINQ·FLAMEN DIVI·VESPASIANI VOVIT·DEDICAV[...]UE SVA PEC | CERE]RI·SACRVM D(ECIMVS) IV]NIVS·IVVENALIS TRIB(VNVS)] COH(ORTIS)·[I]·DELMATARVM II·VIR·QVINQ(VENNALIS)·FLAMEN DIVI·VESPASIANI VOVIT·DEDICAV[ITQ]UE SVA PEC(VNIA) | Para Ceres (esta) sagrada (coisa) (Decimus Junius?) Juvenalis Tribuno militar da primeira coorte da Dalmácia (legiões) Duovir , Quinquennalis, Flamen Do Divino Vespasiano Feito e dedicado Às sua própria custas (Corpus Inscriptionum LatinarumX.5382) |

(Da esquerda para a direita: a inscrição como foi conservada, a inscrição restaurada  e a tradução da inscrição restaurada). A inscrição convenientemente suspeita se perdeu  e - se verdadeira - não teria certamente se referido ao autor ou à sua família, já que só seu cognome era conhecido.
Inúmeras tentativas de construir uma narrativa biográfica do autor a partir de sua obra têm sido feitas, notadamente por Gilbert Highet. Suposições, por exemplo, de que ele fosse relativamente pobre e dependente do mecenato artístico são comumente derivadas do livro VII das Sátiras, no qual ele manifesta o seu pesar em virtude da parcimônia da elite que, há tempos, deixara o patronato de lado. Leituras positivistas de textos antigos têm a desconfiança geral dos especialistas mais recentes. É virtualmente impossível lançar luz sobre a vida de Juvenal a partir de referências a outros autores. Há somente três potenciais referências a "Iuvenalis", todas nos epigramas de Marcial. No primeiro deles, Marcial compara sua amizade com Iuvenalis aos laços do Dioskouroi.

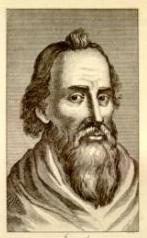

## Vida

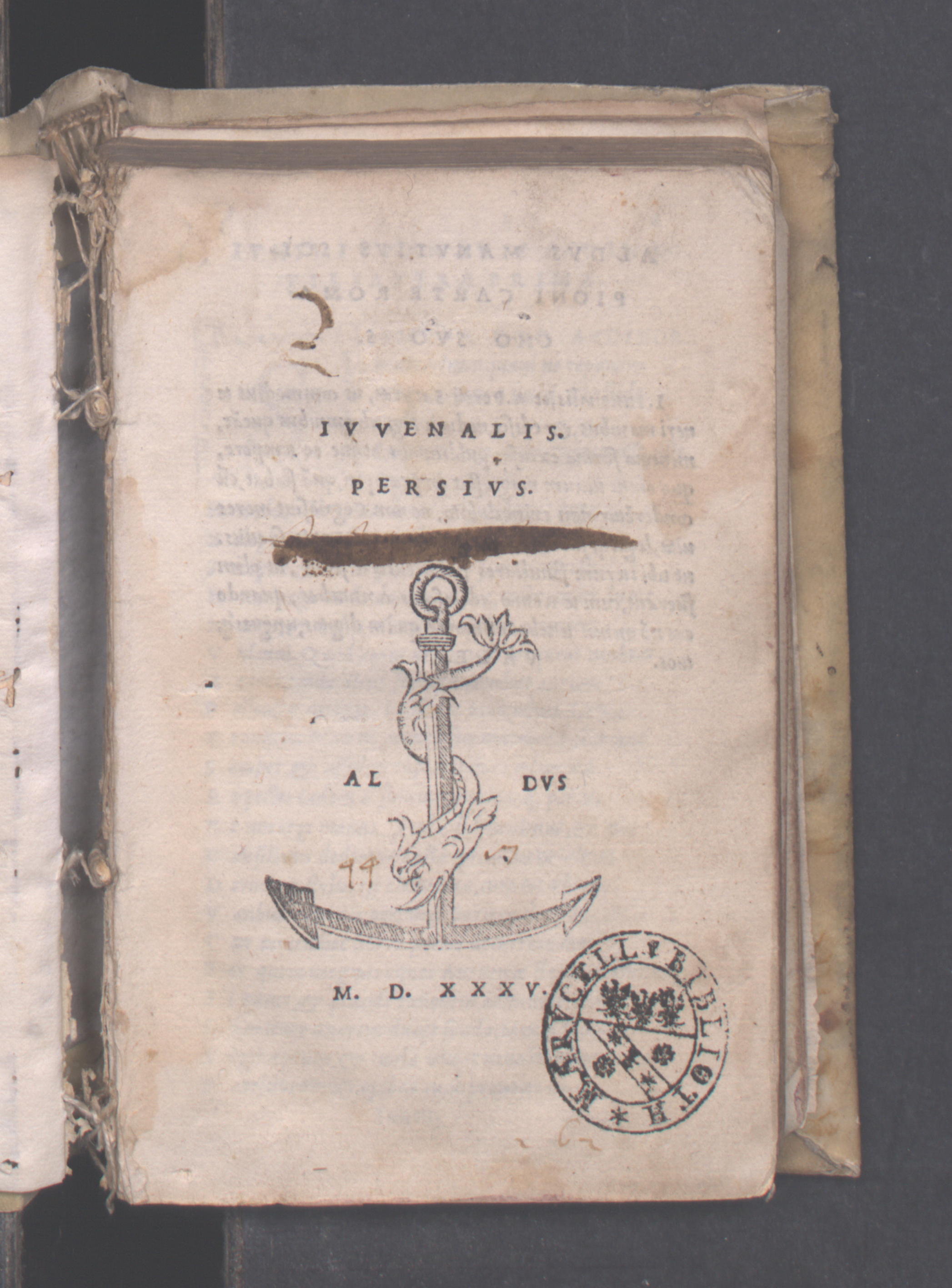
Saturae, 1535

Os detalhes precisos da vida do autor não podem ser definitivamente reconstruidos só com a  evidencia presente. A Vita Iuvenalis, uma biografia do autor que tornou-se associada com os seus manuscritos, é principalmente  uma extrapolação das mesmas Satiras. 
As biografias tradicionaís, incluindo a Vita Iuvenalis, nos dão o nome completo do escritor, e nos diz também que ele era ou o filho biologico, ou o filho adotado de um liberto rico. Supõe-se que ele foi um aluno de Quintiliano, e que praticou a retorica até que era de meia idade, tanto para diversão como para propositos legaís (As Satiras referem frequentemente e fielmente a operação do sistema Romano legal). Supõe-se que a sua carreira como satirista começou numa etapa bastante tarde na sua vida.